# Johan Carl Puke
Johan Carl Puke, tidigare af Puke, född 30 maj 1795 i Karlskrona, död 21 december 1847 i Livgardet till häst församling, Stockholm, var en svensk greve, militär och teaterchef.

## Biografi
Johan Carl Puke var son till greve Johan af Puke och Christina Charlotta Giertta. Han blev kadett vid Krigsakademien på Karlberg 1807, kornett vid Livregementsbrigadens kyrassiärkår 1809, kornett vid Livgardet till häst samma år och avgick från Krigsakademien på Karlberg 1810. Puke blev 1812 löjtnant vid Livgardet till häst, stabsryttmästare 1817, major i regementet 1821 och premiärmajor vid regementet samma år. Han blev överstelöjtnant i armén 1823, överste i armén 1824 och generaladjutant i generalstaben 1827. Puke var förste direktör vid Kunglig majestäts hovkapell och spektakler 1827–1831. Han blev överstelöjtnant vid Livgardet till häst 1835, generalmajor 1843 och var 1844–1846 tillförordnad och 1846–1847 ordinarie sekundchef för Livgardet till häst. Puke blev 1819 riddare och 1838 kommendör av Svärdsorden.

## Utmärkelser
- Riddare av Svärdsorden,  4 juli 1819[1]
- Kommendör av Svärdsorden,  28 januari 1838[1]

[Redigera Wikidata]